# Нейман, Иоганн Бальтазар
Иоганн Бальтазар Нейман или Нойманн(нем. Johann Balthasar Neumann; 27 января 1687, Эгер, ныне Хеб, Чехия — 19 августа 1753, Вюрцбург, Бавария) — выдающийся архитектор экспрессивного южно-немецкого барокко, иногда называемый, по причине специфики историко-регионального барочного стиля, мастером рококо. Автор многих знаменитых монастырских и светских построек, среди которых — Вюрцбургская резиденция и дворец Аугустусбург, внесённые в Список всемирного наследия ЮНЕСКО.

## Биография

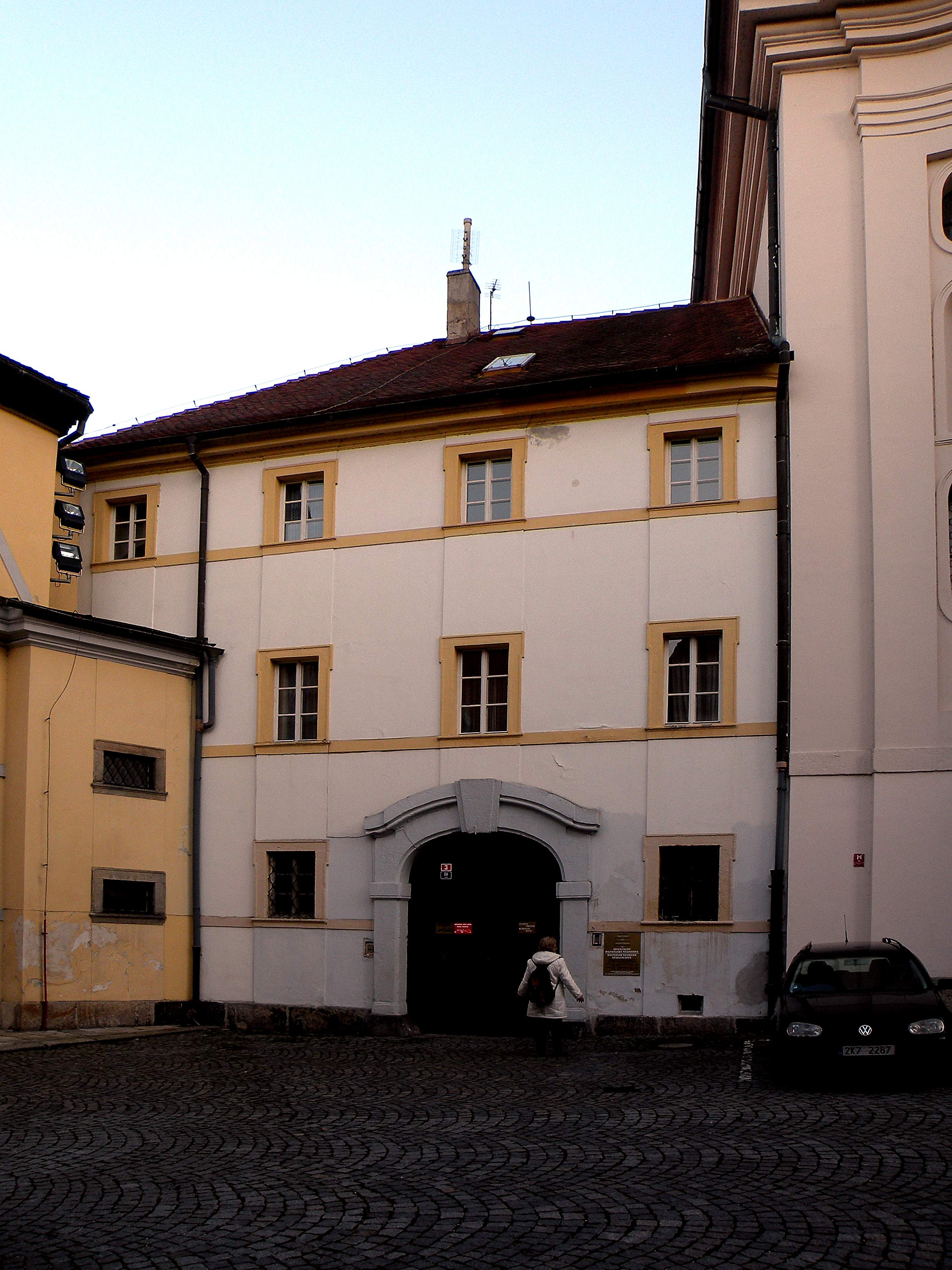
Дом в городе Хеб, в котором родился Бальтазар Нейман

Иоганн Бальтазар Нейман родился 27 января 1687 года в Эгере, Богемия (ныне Хеб, Чехия), и был седьмым из девяти детей суконщика Ганса Кристофа Неймана (?—1713) и Розины Грассольд. Крещён 30 января 1687 года в церкви Святого Николая. На доме, где он родился, на Шиффгассе/Сметанова, 12, ранее находилась мемориальная доска: «В этом доме 30 января 1687 года родился Бальтазар Нейман, придворный архитектор и полковник, строитель Вюрцбургского дворца и многих церквей» (ныне восстановлена на другом доме).
Вероятно, первое обучение Бальтазар получил у своего крестного отца, литейщика колоколов и изделий из металла Бальтазара Платцера в Эгере. С 1711 года он работал в литейном заводе Игнаца Коппа в Вюрцбурге, где получил сертификат «оружейного мастера и развлекательного фейерверка».
В 1712 году Нейман поступил на службу рядовым в артиллерию Франконии, поскольку это был единственный способ продолжить карьеру инженера, доступную в то время только военным. С 1714 года он состоял на службе Вюрцбургского монастыря. В 1715 году был прапорщиком Вюрцбургской армии и на третьем курсе изучал геометрию, архитектуру и геодезию. Свои знания Нейман совершенствовал, занимаясь фортификацией, дослужился до чина адъютанта, вскоре стал артиллерийским сержантом, а в 1718 году — инженер-капитаном.
В 1717—1718 годах Бальтазар Нейман отправился в составе франконских войск в Австрию и Венгрию, где, как предполагается, участвовал в качестве инженера в укреплении Белграда. В Вене Нейман ознакомился с образцовыми барочными сооружениями работы Фишера фон Эрлаха и Иоганна Лукаса фон Хильдебрандта, сформировавшими его архитектурные пристрастия. В Милане Нейман изучал творчество Гварино Гварини, которое повлияло в будущем на его оригинальную концепцию архитектурного пространства.
Некоторое время Нейман работал под руководством вюрцбургских архитекторов Андреаса Мюллера и Йозефа Грейзинга, а в 1719 году новый архиепископ Йоганн Филипп Франц фон Шёнборн поставил Бальтазара Неймана во главе строительной службы вюрцбургского архиепископства. В этом качестве в 1720 году Нейману было поручено проектирование нового дворца — архиепископской резиденции в Вюрцбурге. Архиепископ Вюрцбурга следовал рекомендациям своего дяди, курфюрста Майнца Лотара Франца фон Шёнборна, который ещё в 1715 году отметил архитектурный талант Неймана.
Архитектурные взгляды Неймана в эти годы формировались в совместной работе с другими архитекторами, находившимися на службе у епископа Вюрцбурга, например, Максимилиана фон Вельша и Риттера фон Гронештейна, благодаря которым он познакомился с ранней классикой французской архитектуры Франсуа Мансара. Решающее влияние на формирование индивидуального стиля Неймана оказал венский архитектор Иоганн Лукас фон Хильдебрандт.
В ходе подготовки проекта дворца в Вюрцбурге по поручению заказчика Нейман отправился в ознакомительную поездку и посетил Мангейм, Брухзаль, Страсбург, Нанси и Париж. Здесь под влиянием первого архитектора французского короля Робера де Кота окончательно сложились его новаторские взгляды на архитектуру. Нейман работал в Париже вместе с Жерменом Бофраном над новыми проектами. В 1724 году Нейман получил звание майора. Благодаря женитьбе на Марии Еве Энгельберте Шильд, дочери тайного советника Франца Игнация Шильда, Нейман был принят в наиболее влиятельных домах Вюрцбургского епископства. У супругов было восемь детей.
В 1729 году Нейман получил звание подполковника артиллерийского округа Франконии и сменил Максимилиана фон Вельша в должности главы строительной службы Бамберга, второй епархии во владениях архиепископа Фридриха Карла фон Шёнборна. Там он построил грандиозную базилику Фирценхайлиген. В 1731 году Нейман возглавил специально для него созданную кафедру гражданской и военной архитектуры в университете Вюрцбурга, а в 1741 году ему было присвоено самое высокое из возможных для него воинских званий — полковника.
Нейман приобрёл просторное здание в Вюрцбурге на Францисканергассе и разместил там своё архитектурное бюро. Его сотрудниками и помощниками стали Иоганн Томас Нисслер (1713—1769), Арнольд Фридрих Праль (1709—1758) и Йоханнес Зейц (1717—1779). Нейман получал заказы в епископствах Шпайера, Констанца и Трира, и даже от курфюрста Кёльна Клеменса Августа I Баварского.
В конце жизни Нейман создал по заказу императора Франца I проект новой парадной лестницы венского Хофбурга (1747), которая считается одним из лучших образцов лестниц эпохи барокко, а также осуществил масштабные проекты резиденций в Штутгарте (1747—1749), Карлсруэ (1750—1751) и Шветцингене (1752). Для дворца Аугустусбург между 1740 и 1746 годами выдающийся архитектор создал парадную лестницу, которая считается одним из главных шедевров немецкого барочно-рокайльного стиля.
Нейман скончался в 1753 году в звании полковника артиллерии и в должности руководителя строительной службы архиепископа. Монастырская церковь в Нересхайме и базилика Четырнадцати святых в Фирценхайлигене были закончены другими мастерами.

## Архитектурный стиль
Иоганн Бальтазар Нейман является одним из главных представителей оригинального барочно-рокайльного стиля — своеобразного сплава барочных и рокайльных элементов, сложившегося под воздействием разнообразных внешних факторов в южных регионах Германии, Чехии и Верхней Австрии. Он много путешествовал, изучал памятники архитектуры Италии, Германии, Франции. На первых этапах своей архитектурной деятельности он испытал влияние проектов и построек классиков южно-немецкого барокко Фишера фон Эрлаха и Иоганна Лукаса фон Хильдебрандта. В Милане, на севере Италии, Нейман изучал творчество Гварино Гварини. По некоторым предположениям Нейман был одним из тех, кто повлиял на не менее оригинальный стиль Бартоломео Франческо Растрелли Младшего. В архитектурном экстерьере построек Неймана, как и у Растрелли, доминируют элементы классицизма и барокко, а в интерьерах — рококо.
Вместе с этим, будучи военным инженером, Нейман, в отличие от других архитекторов, мыслил более рационально, в планировочных и пространственных решениях он ближе классицистическим традициям, чем барочным. В своей практической деятельности Нейман пользовался трактатом Гварино Гварини «Гражданская архитектура» (Architettura civile), опубликованом в 1737 году, в котором подчёркиваются именно инженерно-конструктивные основы архитектурной работы.

## Галерея

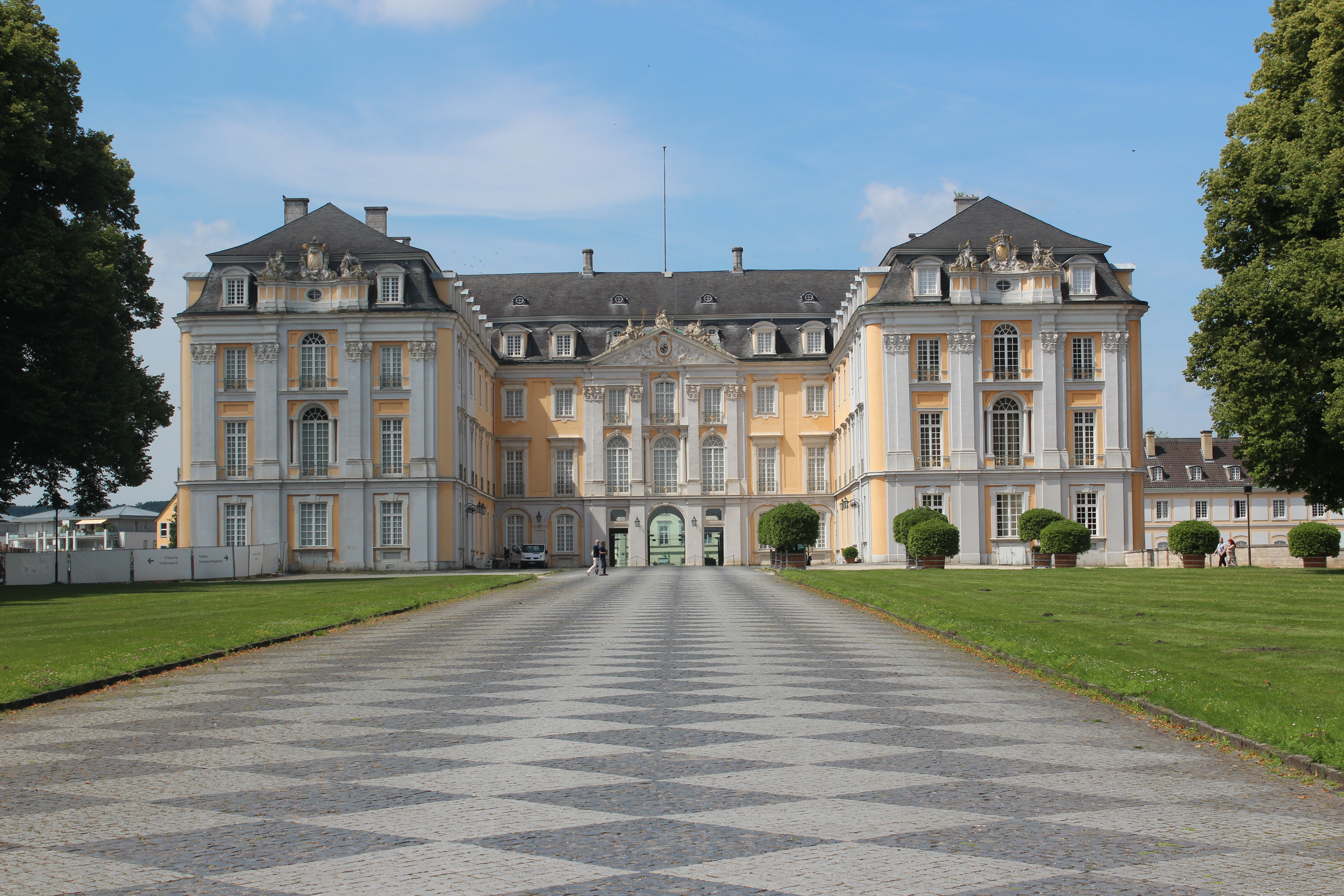
Замок Аугустусбург. Брюль. 1725—1746
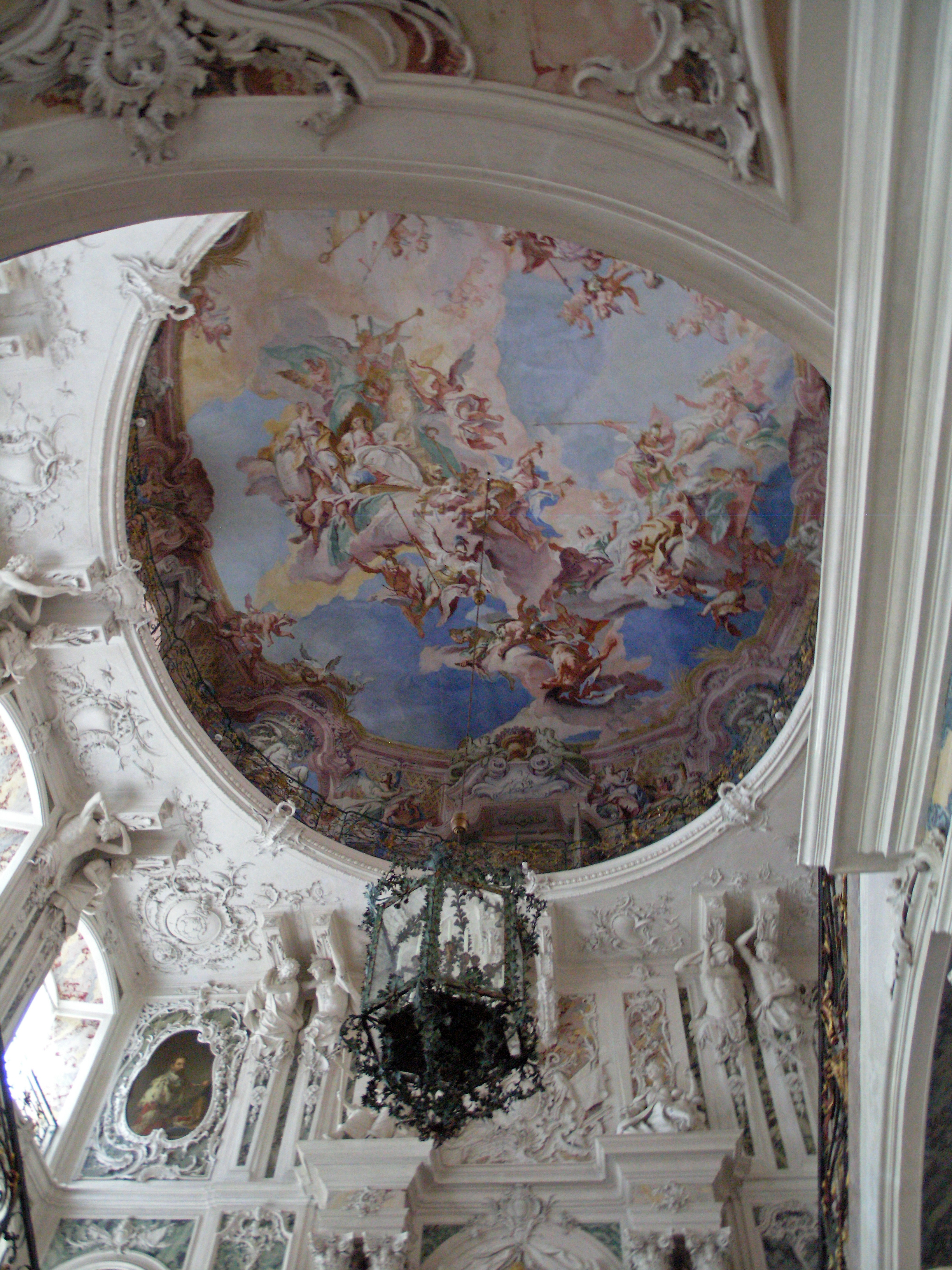
Парадная лестница. 1740—1746. Роспись плафона К. Карлоне
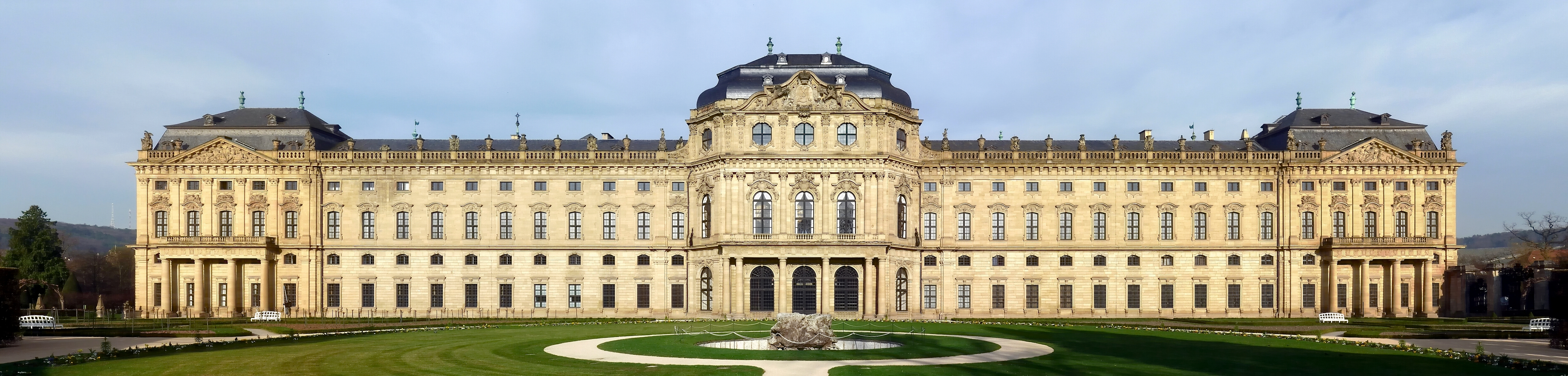
Архиепископская резиденция в Вюрцбурге
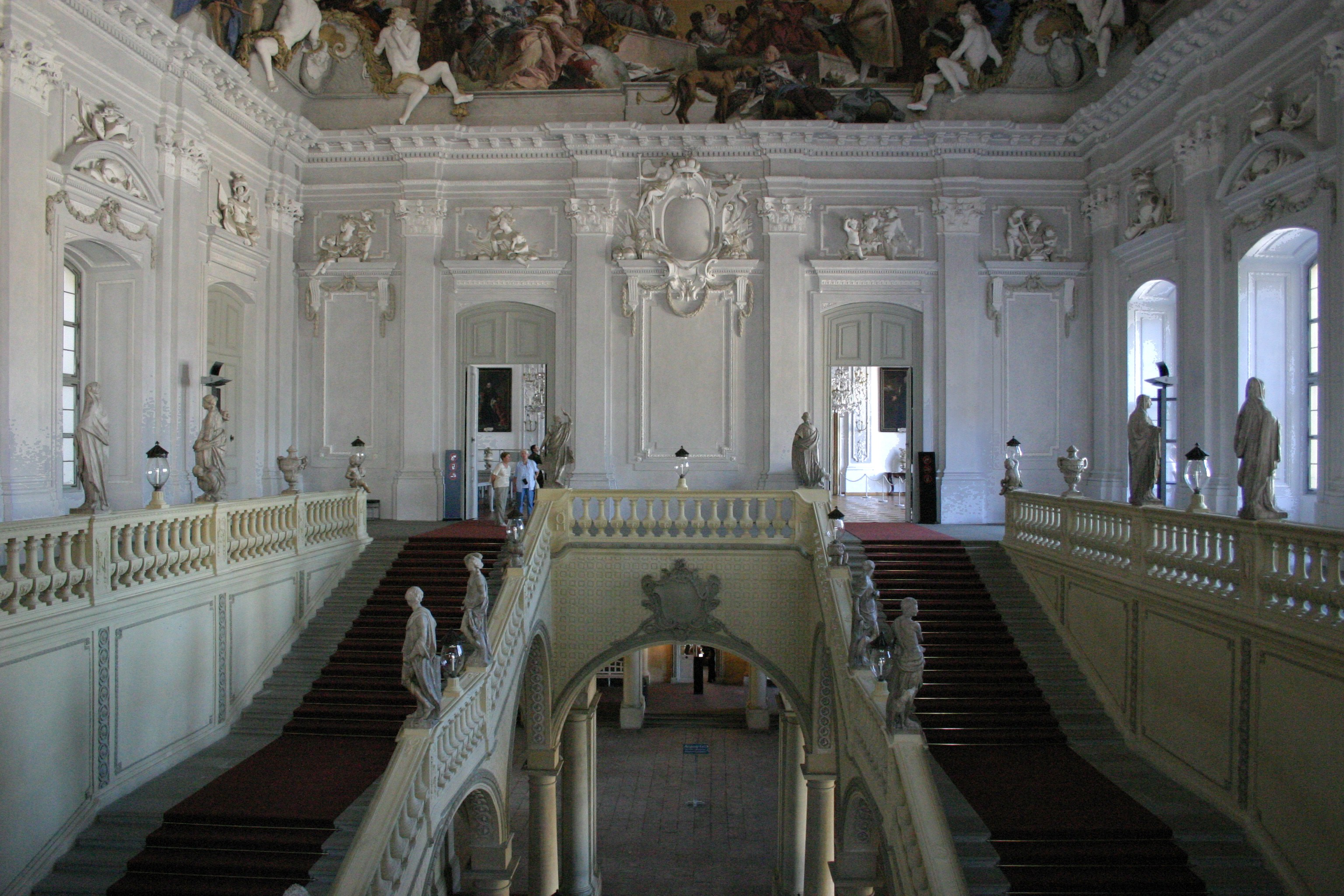
Парадная лестница
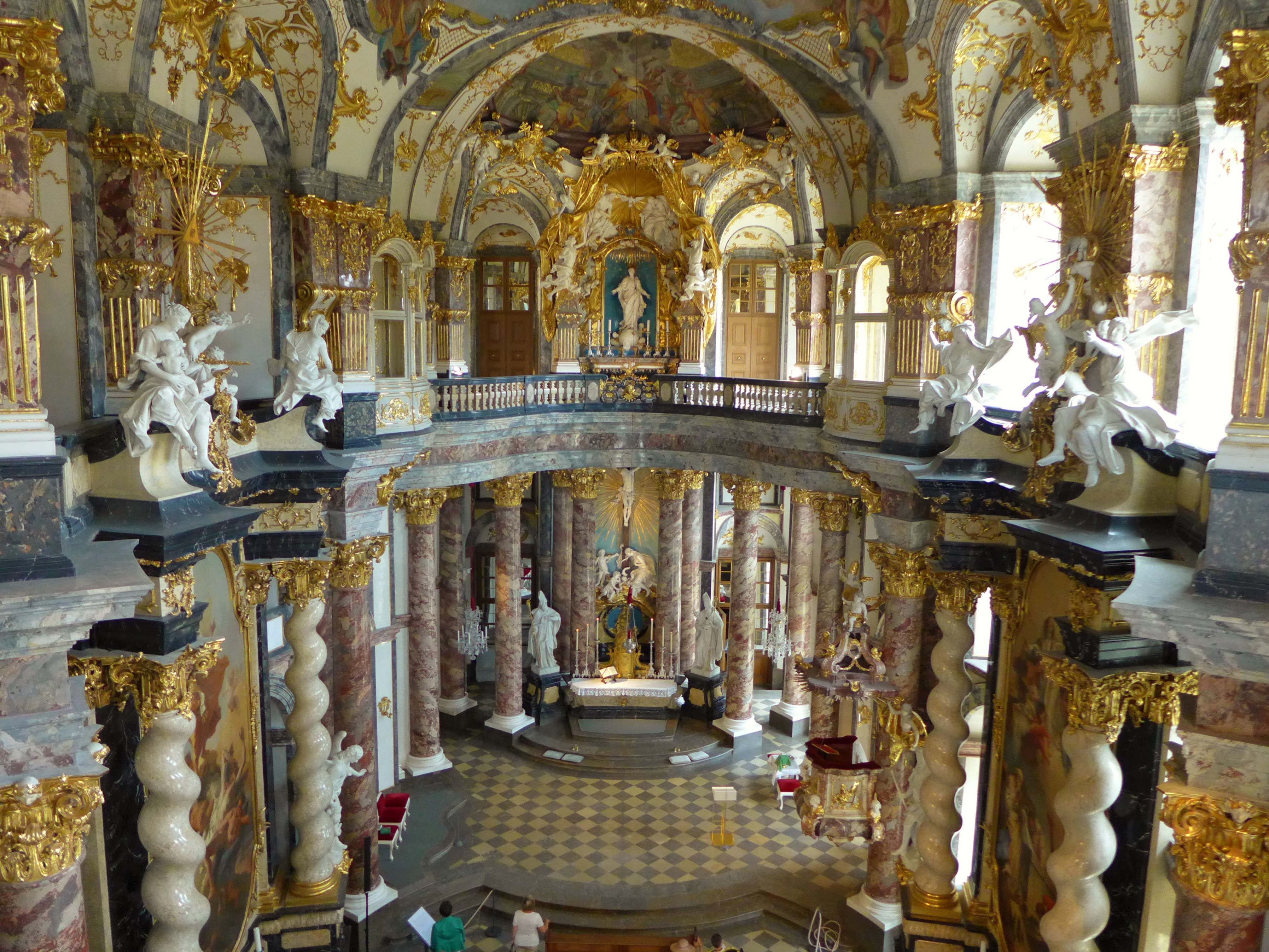
Интерьер капеллы
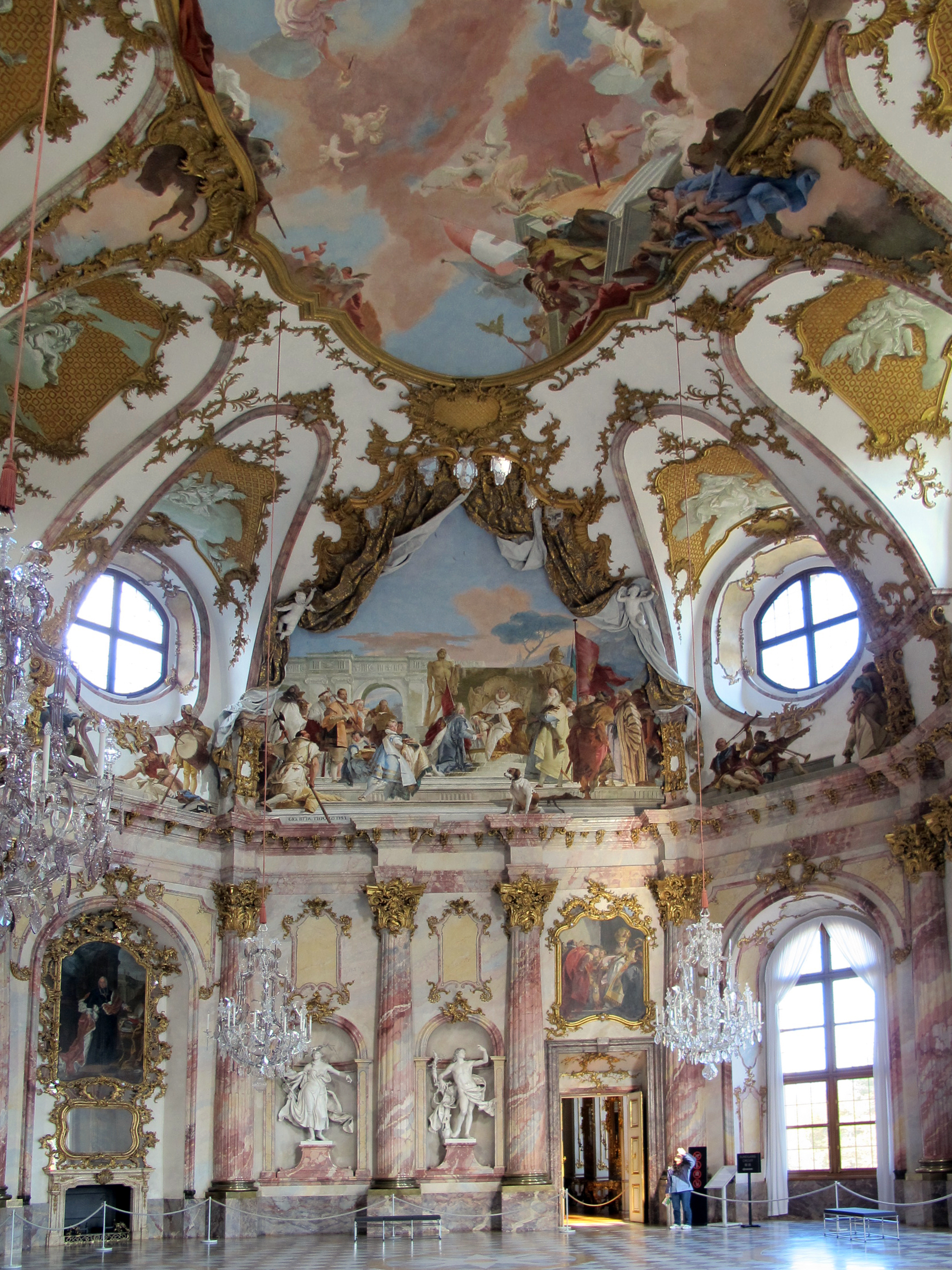
Императорский зал. Росписи Дж. Б. Тьеполо
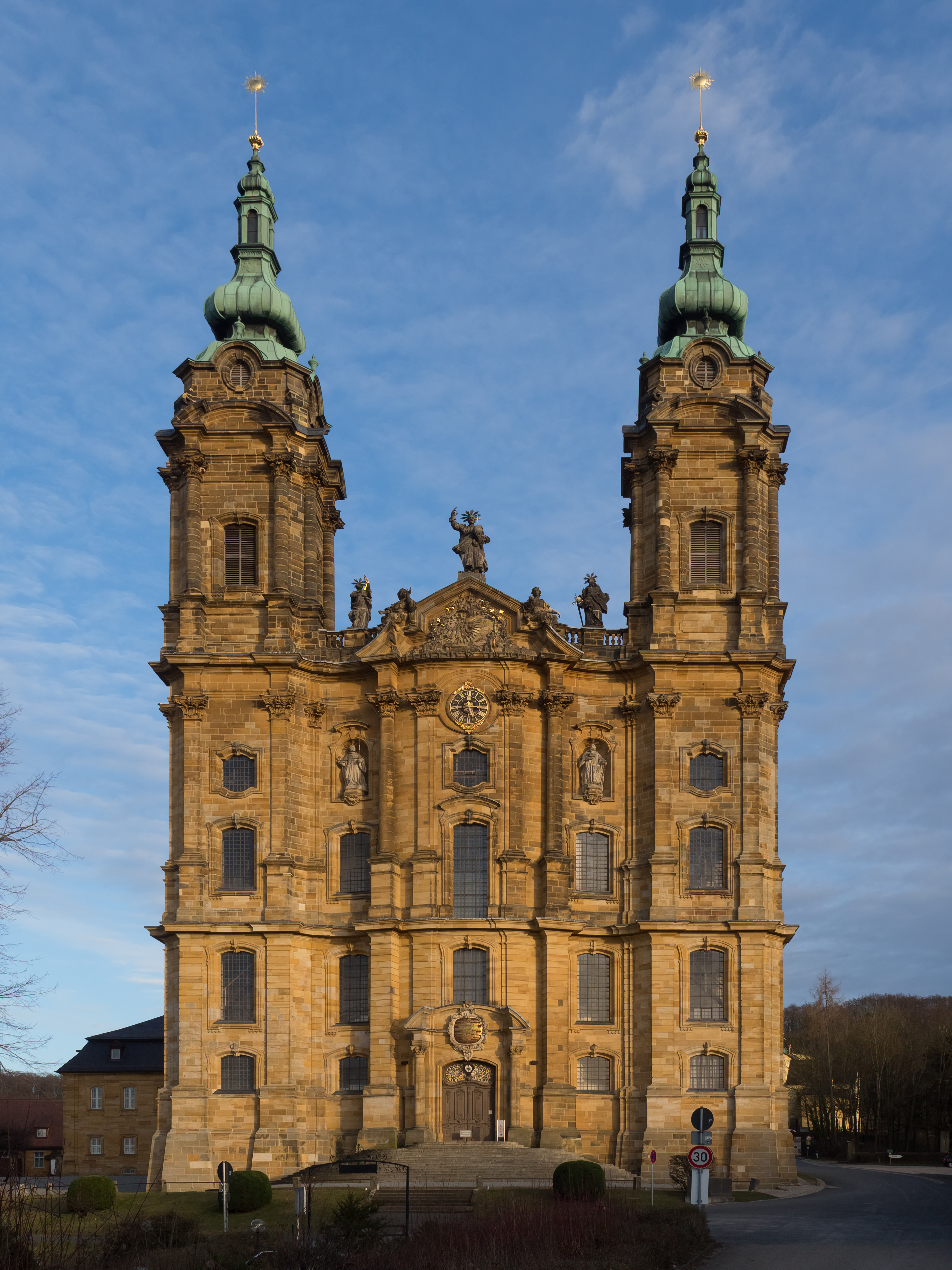
Базилика Четырнадцати святых помощников в Фирценхайлигене. Западный фасад. Проект 1743 г.
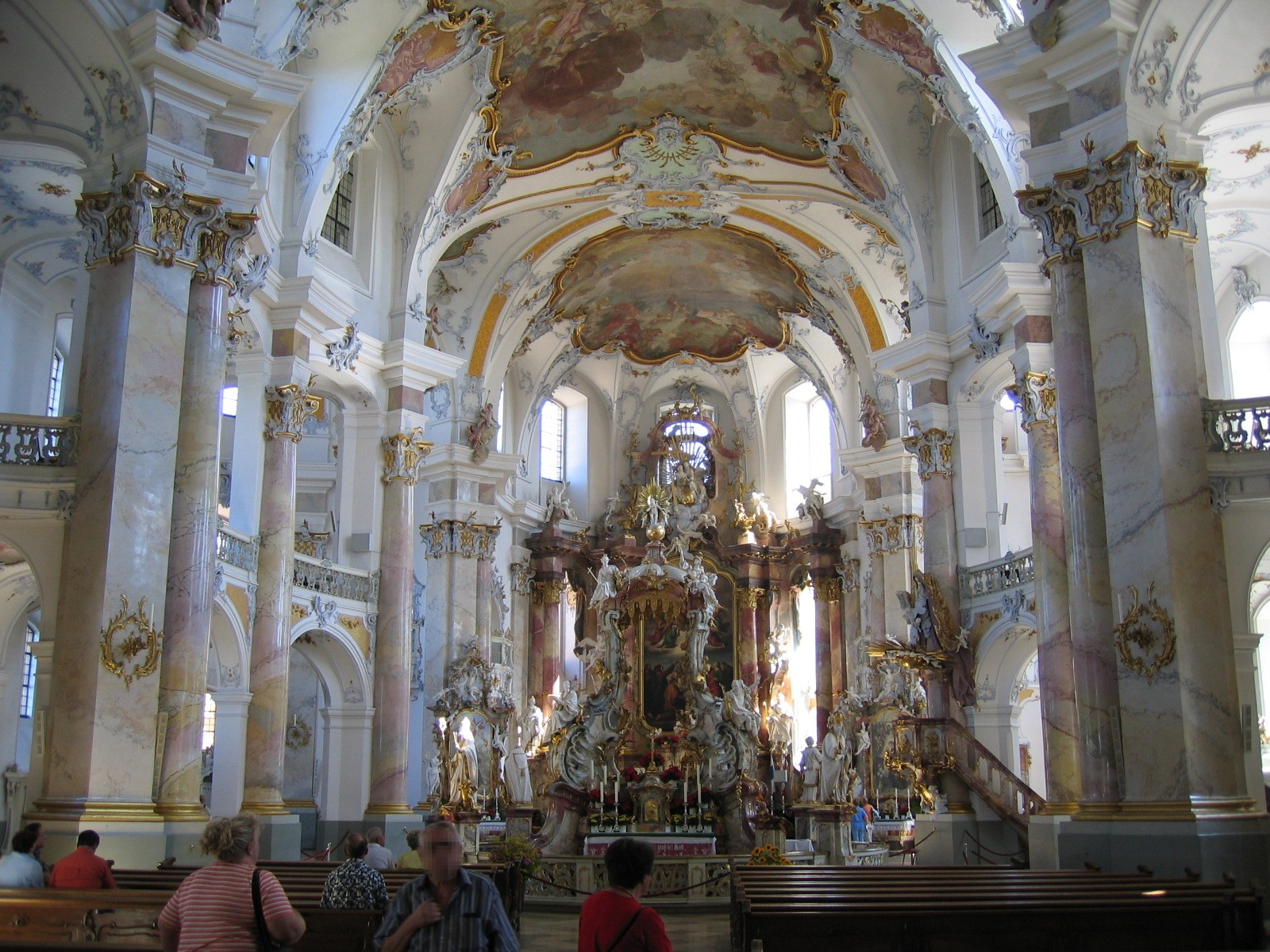
Базилика Четырнадцати святых помощников. Интерьер
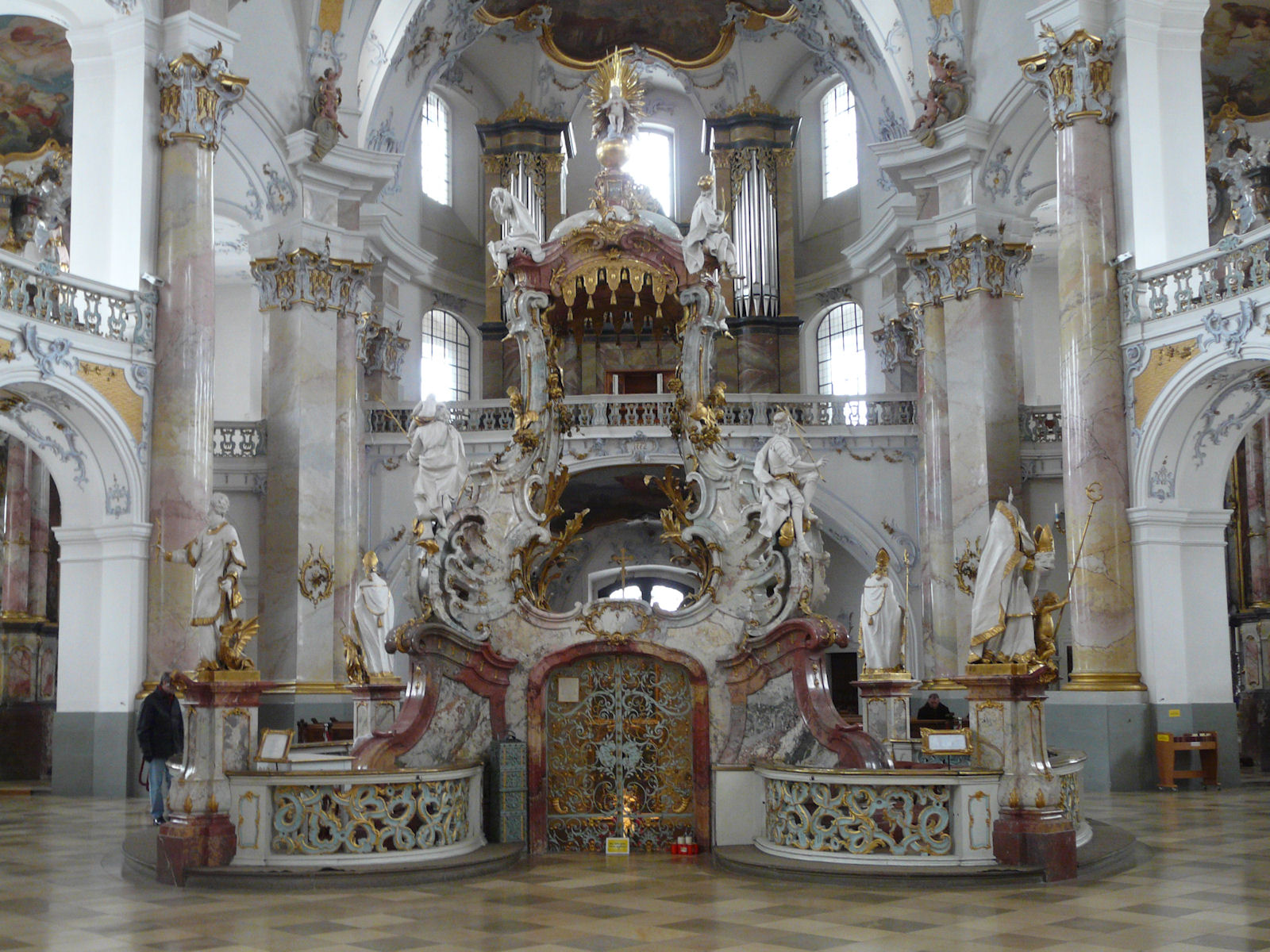
Алтарь базилики
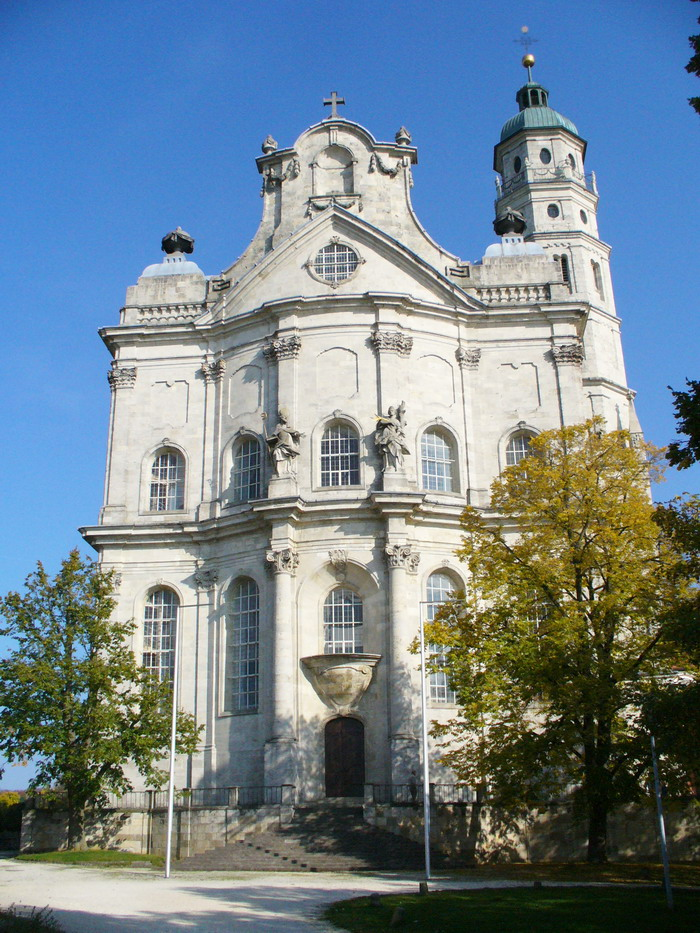
Монастырская церковь в Нересхайме
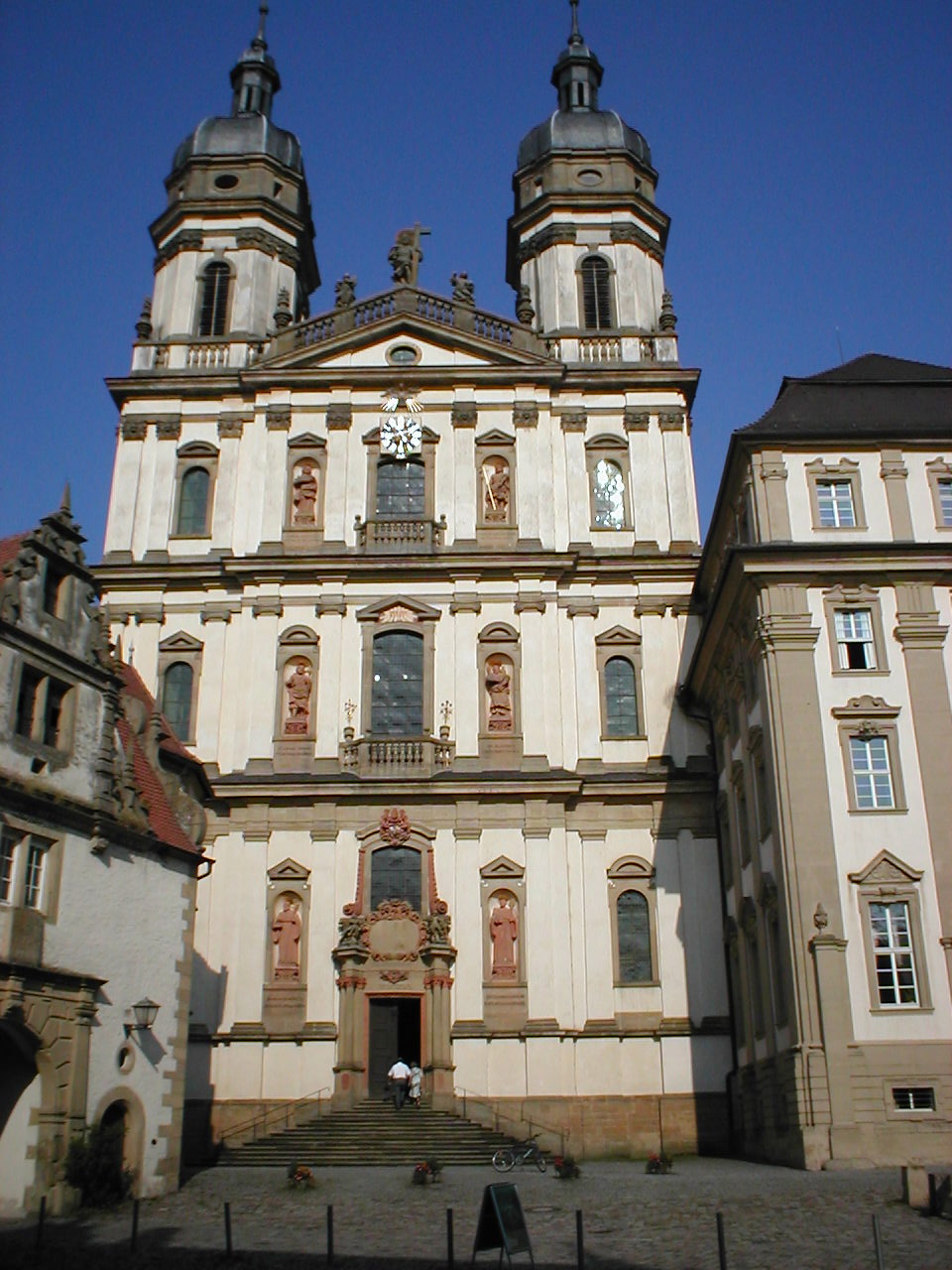
Церковь аббатства Шёнталь, Баден-Вюртемберг
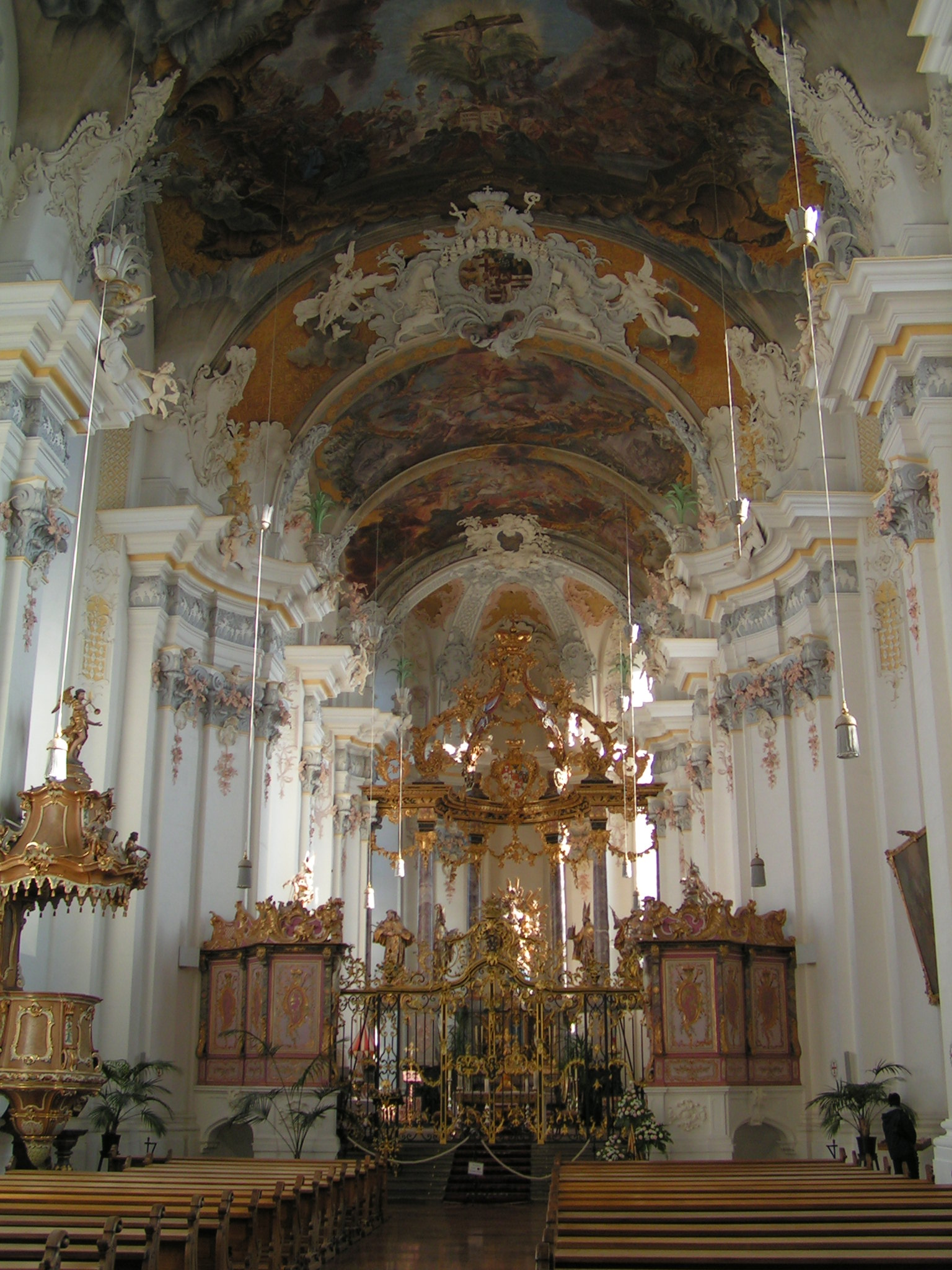
Церковь Святого Паулина в Трире. Интерьер
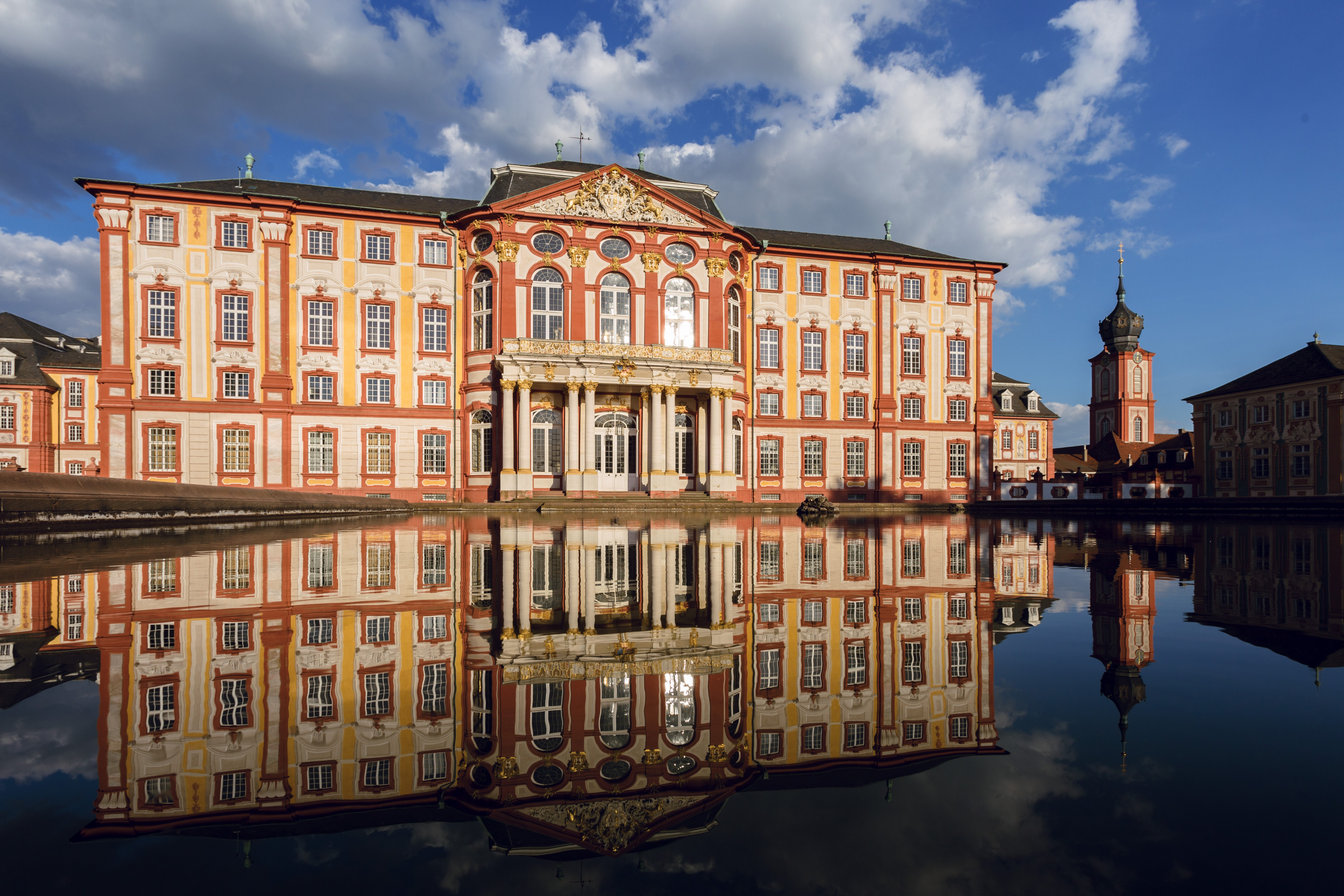
Замок Брухзаль. Главный фасад. 	1722—1755
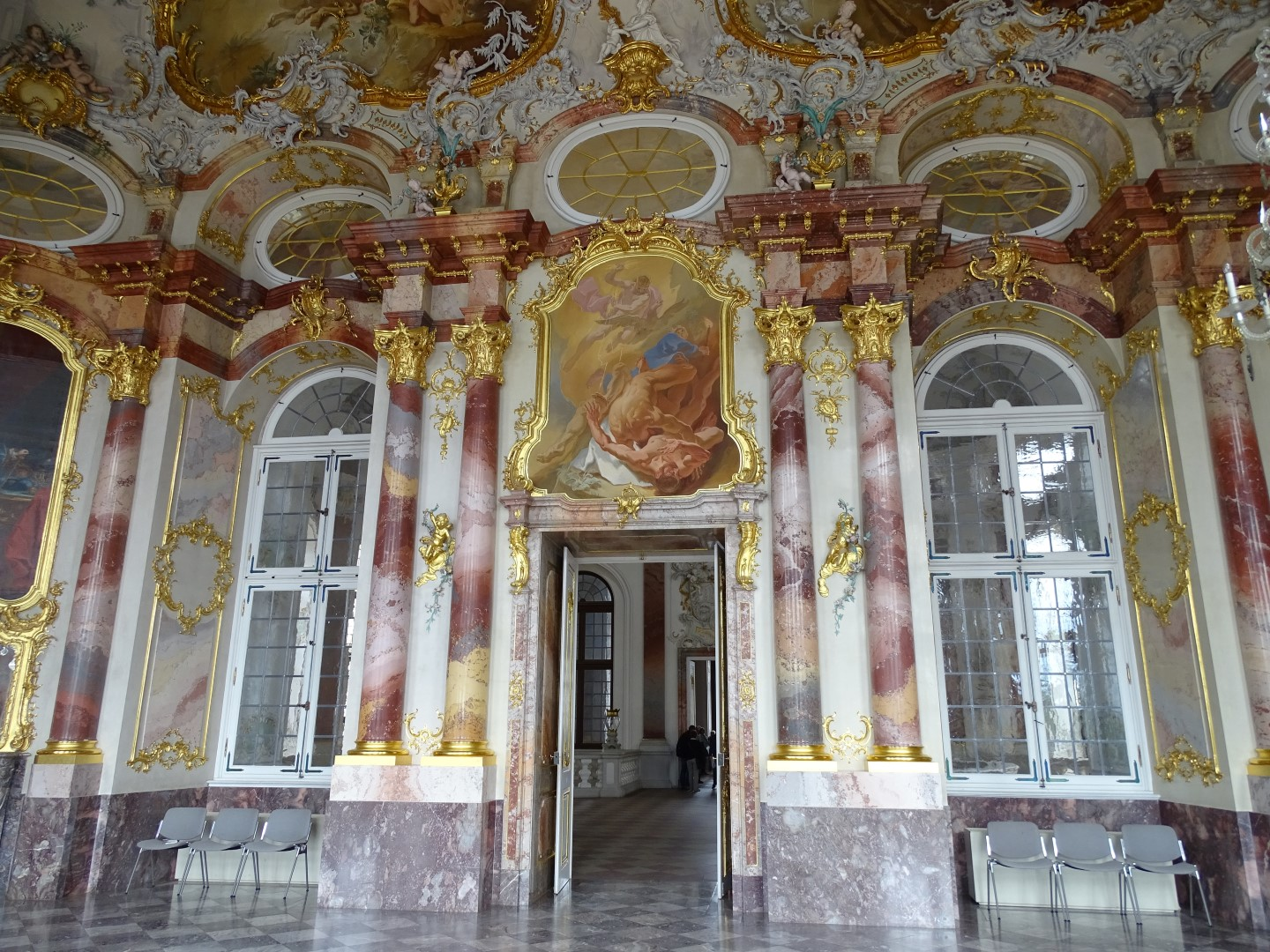
Мраморный зал
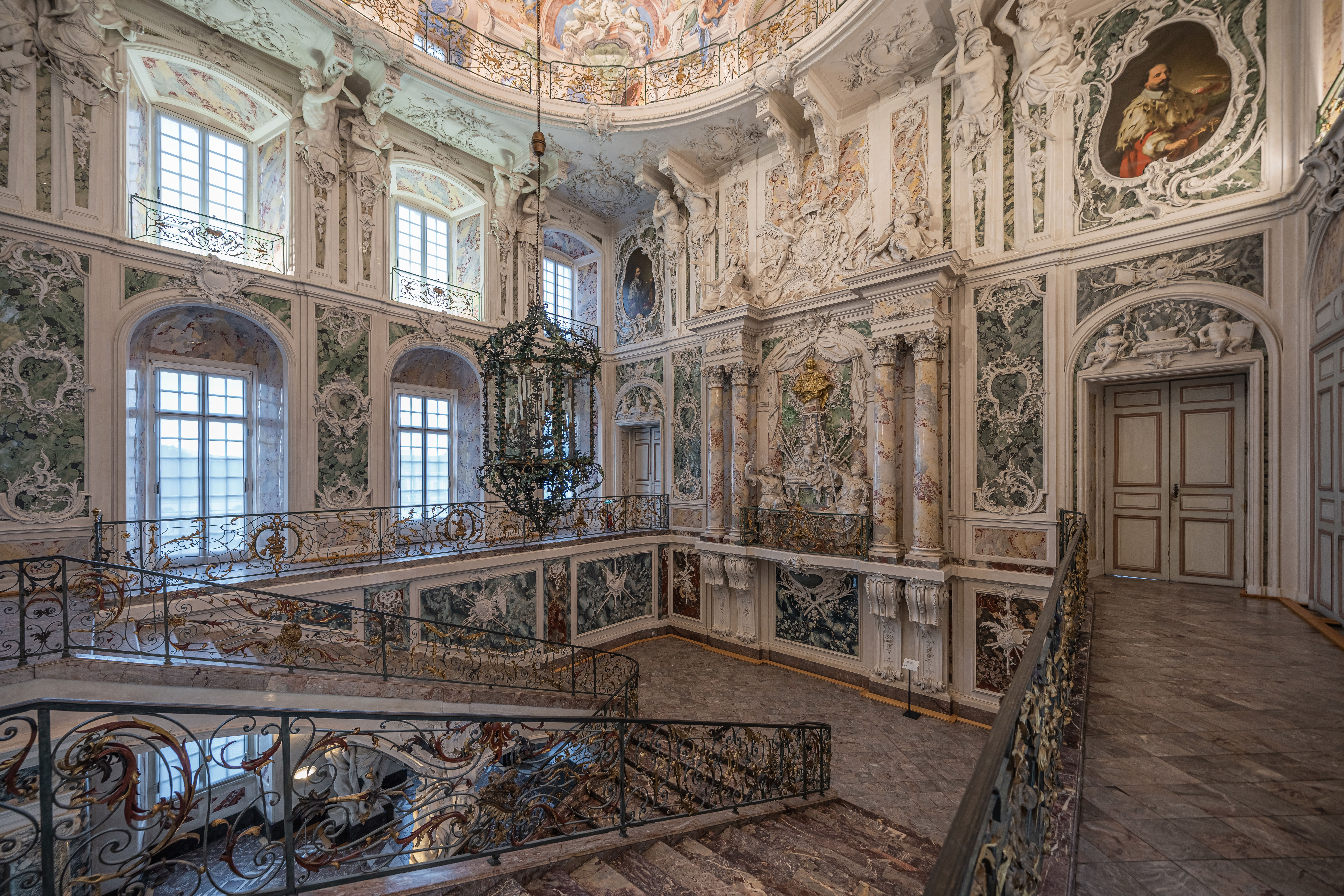
Парадная лестница дворца Аугустусбург. 1740—1746. Брюль

## Основные проекты и постройки
- Базилика Четырнадцати святых помощников находится в лесном массиве недалеко от Бад-Штаффельштайна, на месте, где, согласно легенде, дважды появлялся младенец Иисус в сопровождении четырнадцати святых.
- Базилика в Госвайнштайне построена Нойманом в 1730—1739 годах как церковь для паломников на Пути святого Иакова.
- Католическая церковь Троицы в центре посёлка Гайбах (нем. Gaibach, ныне в составе нижнефранконского города Фолькаха, округ Китцинген) построена в 1740—1745 годах по заказу архиепископа Фридриха Карла фон Шёнборна.
- Паломническая капеллана горе св. Николая (нем., Nikolausberg) над Майном в Вюрцбурге — последнее произведение архитектора, возведена в 1747—1750 годах. Внутренняя отделка выполнена Фойхтмайером и Матерно Босси, фрески — Матеусом Гюнтером.
- Капелла в Китцингене расположена на противоположном центру города берегу Майна и выделяется среди соседних храмов характерной для творчества Неймана формой кровли.

## Память о Неймане
- Нойман изображён на плафоне потолка, перекрывающего главную лестницу построенной им Резиденции в Вюрцбурге. Считается, что по своим размерам этот плафон находится на первом месте в мировой практике потолочной живописи.
- Нейман был изображён на банкноте в 50 немецких марок.
- В честь Неймана назван кратер на Меркурии.
- Нейман был изображён на почтовой марке ФРГ 1961 г.
- В честь Неймана названы несколько школ в разных городах ФРГ.